# Fiat 6567/511
Fiat 6567/5 – typ trolejbusu produkcji włoskiej. Produkowany w latach 40. XX wieku. Na terenie obecnej Polski były eksploatowane w Gorzowie Wielkopolskim (wówczas niem. Landsberg) do końca stycznia 1945 roku. Po zdobyciu miasta przez Armię Czerwoną ze względu na uszkodzenie sieci trakcyjnej zostały przewiezione do Poznania.